# (27595) Hnath
(27595) Hnath est un astéroïde de la ceinture principale.

## Description
(27595) Hnath est un astéroïde de la ceinture principale. Il fut découvert le 13 février 2001 à Socorro (Nouveau-Mexique) par le projet LINEAR. Il présente une orbite caractérisée par un demi-grand axe de 2,78 UA, une excentricité de 0,04 et une inclinaison de 9,3° par rapport à l'écliptique.

## Compléments